# 親指タイタニック
『親指タイタニック』（Thumbtanic）は、1999年にアメリカで放映されたテレビ番組。1997年のアメリカ映画『タイタニック』のパロディとして製作された。
全ての登場人物が人間の「親指」で演じられるユニークな作風が特徴のコメディ『Thumbs!』シリーズ第2作としてアメリカでTV放映され、同シリーズのパロディ第1作『親指ウォーズ』と共に日本でも同時上映された。実際に人間の親指に衣装をつけ、CGを駆使して目鼻を合成している。監督はパロディ映画界に知られるスティーヴ・オーデカーク。

## あらすじ
親指大西洋に沈むサムタニック号から全裸女性のデッサンが発見された。そのモデルだと名乗る老婆ゼラニュームは、サムタニック号の生き残りだった。彼女の回想から、1912年に処女航海に出発した豪華客船サムタニック号で生まれた若きゼラニュームと貧しい画家ジェイクの激しい恋が明かされるが、サムタニック号はある夜氷山に激突して…